# Мала Лумар
Мала Лума́р (рос. Малая Лумарь, марій. Изи Лумарий) — присілок у складі Новотор'яльського району Марій Ел, Росія. Входить до складу Масканурського сільського поселення.

## Населення
Населення — 37 осіб (2010; 28 у 2002).
Національний склад (станом на 2002 рік):
- марійці — 100 %